# Njord
«Njord» — третій студійний альбом німецько-норвезького метал-гурту Leaves' Eyes. Реліз відбувся 26 серпня 2009 року.

## Список пісень
Автор слів Лів Крістін, автор музики Александр Крул, Торстен Бауер, Матіас Рьодерер. 
| #     | Назва                             | Автор       | Тривалість |
| ----- | --------------------------------- | ----------- | ---------- |
| 1.    | «Njord»                           |             | 6:14       |
| 2.    | «My Destiny»                      |             | 4:13       |
| 3.    | «Emerald Island»                  |             | 5:24       |
| 4.    | «Take the Devil in Me»            |             | 3:51       |
| 5.    | «Scarborough Fair»                | Traditional | 4:04       |
| 6.    | «Through Our Veins»               |             | 3:40       |
| 7.    | «Irish Rain»                      |             | 4:01       |
| 8.    | «Northbound»                      |             | 4:23       |
| 9.    | «Ragnarök»                        |             | 5:11       |
| 10.   | «Morgenland» ("The Morning Land") |             | 2:54       |
| 11.   | «The Holy Bond»                   |             | 3:41       |
| 12.   | «Frøya's Theme»                   |             | 8:20       |
| 45:43 |                                   |             |            |

| Обмежене видання (бонусні треки) | Обмежене видання (бонусні треки)            | Обмежене видання (бонусні треки) |
| #                                | Назва                                       | Тривалість                       |
| -------------------------------- | ------------------------------------------- | -------------------------------- |
| 13.                              | «Landscape of the Dead»                     | 4:36                             |
| 14.                              | «Les Champs de Lavande» ("Lavender Fields") | 2:41                             |
| 63:13                            |                                             |                                  |

## Персонал
- Лів Крістін — вокал, клавіші
- Александр Крул — гроулінг, клавіші, продюсування, інженерія, міксинг, мастеринг
- Торстен Бауер — гітари, бас
- Матіас Рьодерер — гітари
- Алла Фединич — бас
- Севен Антонопулос — ударна установка

### Додаткові учасники
- Оркестр «Лінгва Мортіс» з Мінську, Білорусь, у голові з Віктором Смолскі
- Хор «Аль денте» з Кляйнботтвару, Німеччина, у голові з Веронікою Мессмер
- Anette Gulbrandsen — задній вокал у пісні «Northbound»
- Christian Roch — Ірландська волинка та свисти у пісні «Scarborough Fair» та «Irish Rain»
- Gunnar Sauermann, Cristoph Sutzer, Robert Suß, Uwe Fichtner, Markus Rutten, Steven Willems, Stefan Heilemann — задній вокал у пісні «Njord»

## Чарти
| Чарт (2009)                     | Місце |
| ------------------------------- | ----- |
| Belgian Albums Chart (Фландрія) | 58    |
| Belgian Albums Chart (Валлонія) | 82    |
| German Albums Chart             | 30    |
| Swiss Albums Chart              | 88    |
| UK Indie Chart                  | 40    |
| US Independent Albums           | 105   |